# 櫃石島橋
櫃石島橋（ひついしじまばし）は、瀬戸大橋海峡部のうち、北から2番目にある橋。

## 概要
香川県坂出市櫃石島と岩黒島の間に架かる、全長792m、道路・鉄道併用の斜張橋である。岩黒島橋と共に2連の斜張橋を構成する。
長さや外観は、岩黒島橋と同じだが、国際航路である南方の備讃瀬戸で桁下の高さが必要なため、四国側に1%の上り勾配となっており、4本の塔で高さが異なる。
橋脚は、最下部から橋桁部に向かって広くなり、橋桁から上に行くと、間隔が狭くなり、最上部で平行となる形状をしている。この形状は、「かぶと」や「神社の屋根」をモチーフとしたデザインである。
橋脚内部にはエレベータがあり、斜めに上がっていくようになっている。
計画段階では、岩黒島橋と共に鳥かご状のトラス橋となる予定であったが、景観に配慮して、斜張橋に変更された。

## データ
- 橋梁形式：3径間連続鋼トラス斜張橋
- 着工：1978年（昭和53年）
- 竣工：1988年（昭和63年）
- 全長：792m
- 中央支間：420m
- 橋脚の高さ
櫃石島側：148m
岩黒島側：152m

## 隣接する橋梁
櫃石島高架橋 - 櫃石島橋 - 岩黒島高架橋

## 関連事項
- 瀬戸中央自動車道
- 国道30号
- JR四国本四備讃線
- 坂出市
- 塩飽諸島